# Rafael Sóbis
Rafael Augusto Sóbis do Nascimento (Erechim, Río Grande del Sur, 17 de junio de 1985) es un exfutbolista brasileño. Jugaba como delantero y se retiró en el Cruzeiro E. C. de la Serie B de Brasil.
Sóbis debutó con el Internacional en 2004, además jugó para el Real Betis, Al-Jazira, Fluminense, Cruzeiro y Tigres de la UANL. Ha sido campeón dos veces de la Copa Libertadores con el Internacional, además de conseguir el subcampeonato con Tigres en 2015.
Sóbis ha jugado con la selección de Brasil, donde ganó la medalla de bronce en los Juegos Olímpicos de 2008.

## Trayectoria

### S. C. Internacional
Sóbis empezó su carrera en la temporada 2004 con Internacional, con la ayuda de Sóbis, el equipo quedó en el segundo puesto en la Serie A. Al final de la temporada 2006, Sóbis fue elegido por la Confederación Brasileña de Fútbol para jugar en el equipo de los All Stars de la liga brasileña.
Después de dificultades médicas al empezar la temporada 2006, Sóbis tuvo un papel muy importante en ganar la Copa Libertadores. Sóbis marcó dos goles en el primer partido del final contra São Paulo, goles que le valdrían a Internacional para ganar el título.

### Real Betis Balompié
Sóbis se unió al equipo sevillano de la Primera División de España, en agosto de 2006. Firmó un contrato de ocho años (Denilson, otro verdiblanco brasileño, también firmó un contrato para jugar con el Real Betis por ocho años en 1998). 
Sóbis debutó frente al Athletic Club el 10 de septiembre de 2006, en el cual Betis ganó el partido por 3 a 0. Sóbis marcó sus primeros dos goles para los béticos en su segundo partido, en el derbi frente al Sevilla. A pesar de estos goles, el Betis perdió el partido por 3 a 2.
Su siguiente gol lo anotó en la vuelta de octavos de final de la Copa del Rey ante el Recreativo de Huelva, partido que terminaría 2 a 0 a favor. Los otros dos goles que consiguió su primera temporada en el Betis se los hizo al Celta de Vigo (1-0), y al Barcelona, este último al final del partido, que terminó en empate 1 a 1 e impidió al Barcelona revalidar el título de campeón de liga por tercera vez consecutiva.
En la temporada 2007-08, y después de acoplarse al equipo, anotó tres goles en siete jornadas. El primero supuso el empate 2 a 2 contra el Español. Dos jornadas después, volvió a anotar contra el Valencia para maquillar una derrota en casa por 1 a 2, y en la sexta jornada anotó su tercer gol de la temporada contra el Mallorca, que supuso la primera victoria en liga para el Real Betis por 3 a 0.

### Al-Jazira S. C.
El 2 de septiembre de 2008 ficha por el Al-Jazira de los Emiratos Árabes Unidos a cambio de 10.5 millones de €.

### Vuelta a Internacional
En julio de 2010, Sóbis vuelve cedido a Brasil a las filas del Internacional. El 18 de agosto de 2010 Internacional vence a Guadalajara en la final de la Copa Libertadores por 3 a 2 anotando, Rafael, uno de los tantos. Tras terminar esa temporada, Internacional no usó la opción de compra, debido a las lesiones y el alto precio, por lo que Sóbis volvió a los Emiratos Árabes Unidos.

### Fluminense F. C.
Tras un año jugando como cedido en el Fluminense, el equipo de Río de Janeiro se hace cargo del contrato del jugador, y el 19 de julio de 2012 Sóbis firma por tres años.

### Tigres de México
Después de su paso por el Fluminense, pasó a la Liga MX con los Tigres, donde rápidamente se convirtió en un jugador clave para el club, llegando a cuartos de final del Torneo Clausura 2015 y a la final de la Copa Libertadores 2015. Con Tigres derrotó a su antiguo equipo, el Internacional, en las semifinales de Libertadores, para después ser derrotado por el River Plate con un marcador de 3 a 0 en Buenos Aires, luego de empatar sin goles en la ida en el Estadio Universitario de San Nicolás. En su primer torneo, anotó siete tantos, incluyendo un gol en su primer Clásico Regiomontano, colocándose como el quinto mejor goleador de la Liga.
En el torneo Apertura 2015, Sóbis, desempeñando una función más creativa que de definición, terminó la fase regular con tres goles y como líder de asistencias para gol, con ocho. En la vuelta de los cuartos de final de la liguilla por el título, Sóbis asistió a André-Pierre Gignac para el gol del 1-0 definitivo ante Jaguares de Chiapas para una victoria global de 3-1. En la ida de la final ante Pumas UNAM, Sóbis anotó el último gol de la victoria por 3-0 en el Estadio Universitario de Nuevo León, además de haber sido víctima de una falta dentro del área rival que significó el 1-0 vía tiro penal cobrado por Gignac. Tigres conquistó el título del Apertura 2015 ante Pumas en una final trepidante en la que al caer 4-1, global de 4-4, se definió en tiros penales. Tigres anotó cuatro penales contra dos de Pumas, coronándose campeón, siendo Sóbis pieza clave en el equipo.
En el Torneo Clausura 2016, Sóbis registró 5 goles y 6 asistencias para gol. En los cuartos de final de la liguilla del Clausura 2016, Sóbis marcó gol en los partidos de ida y vuelta ante el Monterrey.
En junio de 2016, durante la pretemporada de Tigres en Cancún de cara al Apertura 2016 mexicano, se anunció que Sóbis pasaría al Cruzeiro de Brasil. Sóbis deja Tigres con un campeonato de Liga mexicana, 22 goles y 21 asistencias para gol en 69 partidos oficiales.

### Cruzeiro E. C.
El 23 de junio de 2016, se oficializó el traspaso de Sóbis al Cruzeiro en un movimiento de compra definitiva de aproximadamente 4 millones de dólares.

### Tercera etapa con Internacional
El 5 de enero de 2019, Sóbis regresó al Internacional por tercera vez, en contrato por un año.

## Selección nacional
Sóbis debutó con la selección de Brasil el 3 de septiembre de 2006 frente a Argentina en Londres. Brasil ganó 3-0, con Sóbis entrando en la segunda mitad. Marcó su primer y único gol con la canarinha en un partido amistoso en Kuwait frente al club Al Kuwait el 7 de octubre de 2006.
En 2008 fue incluido en el equipo olímpico de Brasil que disputó los Juegos Olímpicos de Pekín 2008 y que obtuvo la medalla de bronce.

## Estilo de juego
Sóbis es un delantero dinámico con buena técnica individual, movilidad y definición. Puede desempeñar un papel creativo debido a su lectura de juego, visión, capacidad para abrir espacios y para asistir goles. Si bien por sus características se desempeña habitualmente como un segundo delantero, puede jugar como centro delantero o extremo por la banda. Diestro y especialista para los cobros a balón parado, Sóbis es capaz de pasar, centrar y definir con la izquierda. En Tigres, se desempeñó como delantero de área en el parado 4–4–2, segundo delantero en el 4–4–1–1 y mediapunta en el 4–2–3–1, convirtiéndose en pieza clave para el entrenador Ricardo Ferretti.

## Clubes
| Club                         | País                   | Año       | Partidos | Goles |
| ---------------------------- | ---------------------- | --------- | -------- | ----- |
| S. C. Internacional          | Brasil                 | 2004-2006 | 133      | 40    |
| Real Betis Balompié          | España                 | 2006-2008 | 57       | 8     |
| Al-Jazira S. C.              | Emiratos Árabes Unidos | 2008-2009 | 25       | 9     |
| S. C. Internacional (cedido) | Brasil                 | 2010-2011 | 37       | 8     |
| Fluminense F. C.             | Brasil                 | 2012-2014 | 180      | 42    |
| Tigres UANL                  | México                 | 2015-2016 | 70       | 22    |
| Cruzeiro E. C.               | Brasil                 | 2016-2018 | 92       | 21    |
| S. C. Internacional          | Brasil                 | 2019      |          |       |
| Ceará S. C.                  | Brasil                 | 2020      |          |       |
| Cruzeiro E. C.               | Brasil                 | 2020-     |          |       |

### Estadísticas
| Club                               | Temporada           | Liga  | Liga  | Estatal | Estatal | Copa nacional | Copa nacional | Copa internacional | Copa internacional | Total | Total |
| Club                               | Temporada           | Part. | Goles | Part.   | Goles   | Part.         | Goles         | Part.              | Goles              | Part. | Goles |
| ---------------------------------- | ------------------- | ----- | ----- | ------- | ------- | ------------- | ------------- | ------------------ | ------------------ | ----- | ----- |
| Internacional · Brasil             |                     |       |       |         |         |               |               |                    |                    |       |       |
| 2004                               | 35                  | 6     | 8     | 2       | 5       | 1             | 2             | 0                  | 50                 | 9     |       |
| 2005                               | 35                  | 19    | 12    | 3       | 6       | 1             | 6             | 2                  | 59                 | 25    |       |
| 2006                               | 12                  | 3     | -     | -       | -       | -             | 12            | 3                  | 24                 | 6     |       |
| Total club                         | 82                  | 28    | 20    | 5       | 11      | 2             | 20            | 5                  | 133                | 40    |       |
| Real Betis · España                |                     |       |       |         |         |               |               |                    |                    |       |       |
| 2006-07                            | 31                  | 4     | -     | -       | -       | -             | -             | -                  | 31                 | 4     |       |
| 2007-08                            | 26                  | 4     | -     | -       | -       | -             | -             | -                  | 26                 | 4     |       |
| Total club                         | 57                  | 8     | 0     | 0       | 0       | 0             | 0             | 0                  | 57                 | 8     |       |
| Al-Jazira · Emiratos Árabes Unidos |                     |       |       |         |         |               |               |                    |                    |       |       |
| 2008-09                            | 21                  | 7     | -     | -       | -       | -             | -             | -                  | 21                 | 7     |       |
| 2009-10                            | 0                   | 0     | -     | -       | -       | -             | 4             | 2                  | 4                  | 2     |       |
| Total club                         | 21                  | 7     | 0     | 0       | 0       | 0             | 4             | 2                  | 25                 | 9     |       |
| Internacional · Brasil             |                     |       |       |         |         |               |               |                    |                    |       |       |
| 2010                               | 16                  | 4     | -     | -       | -       | -             | 5             | 1                  | 21                 | 5     |       |
| 2011                               | 0                   | 0     | 10    | 2       | -       | -             | 6             | 1                  | 16                 | 3     |       |
| Total club                         | 16                  | 4     | 10    | 2       | 0       | 0             | 11            | 2                  | 37                 | 8     |       |
| Fluminense · Brasil                |                     |       |       |         |         |               |               |                    |                    |       |       |
| 2011                               | 26                  | 10    | -     | -       | -       | -             | 5             | 1                  | 31                 | 11    |       |
| 2012                               | 21                  | 3     | 11    | 5       | -       | -             | 9             | 1                  | 41                 | 9     |       |
| 2013                               | 36                  | 10    | 13    | 6       | 1       | 0             | 7             | 1                  | 57                 | 17    |       |
| 2014                               | 31                  | 3     | 14    | 1       | 5       | 1             | 1             | 0                  | 51                 | 5     |       |
| Total club                         | 114                 | 26    | 38    | 12      | 6       | 1             | 22            | 3                  | 180                | 42    |       |
| Tigres · México                    |                     |       |       |         |         |               |               |                    |                    |       |       |
| 2015                               | 35                  | 11    | -     | -       | -       | -             | 13            | 4                  | 48                 | 15    |       |
| 2016                               | 17                  | 7     | -     | -       | -       | -             | 5             | 0                  | 22                 | 7     |       |
| Total club                         | 52                  | 18    | 0     | 0       | 0       | 0             | 18            | 4                  | 70                 | 22    |       |
| Cruzeiro · Brasil                  |                     |       |       |         |         |               |               |                    |                    |       |       |
| 2016                               | 22                  | 4     | -     | -       | 6       | 0             | -             | -                  | 28                 | 4     |       |
| 2017                               | 23                  | 4     | 16    | 4       | 11      | 5             | 1             | 0                  | 51                 | 13    |       |
| 2018                               | 2                   | 0     | 11    | 3       | -       | -             | 2             | 1                  | 15                 | 4     |       |
| Total club                         | 47                  | 8     | 27    | 7       | 17      | 5             | 3             | 1                  | 94                 | 21    |       |
| Total en su Carrera                | Total en su Carrera | 405   | 103   | 79      | 22      | 34            | 8             | 78                 | 17                 | 596   | 150   |

## Palmarés

### Campeonatos regionales
| Título             | Club                | País               | Año  |
| ------------------ | ------------------- | ------------------ | ---- |
| Campeonato Gaúcho  | S. C. Internacional | Río Grande del Sur | 2004 |
| Campeonato Gaúcho  | S. C. Internacional | Río Grande del Sur | 2005 |
| Campeonato Gaúcho  | S. C. Internacional | Río Grande del Sur | 2011 |
| Campeonato Carioca | Fluminense F. C.    | Río de Janeiro     | 2012 |
| Campeonato Mineiro | Cruzeiro E. C.      | Minas Gerais       | 2018 |

### Campeonatos nacionales
| Título         | Club             | País   | Año  |
| -------------- | ---------------- | ------ | ---- |
| Serie A        | Fluminense F. C. | Brasil | 2012 |
| Liga MX        | Tigres UANL      | México | 2015 |
| Copa de Brasil | Cruzeiro E. C.   | Brasil | 2017 |
| Copa de Brasil | Cruzeiro E. C.   | Brasil | 2018 |

### Copas internacionales
| Título                    | Club (*)            | País   | Año  |
| ------------------------- | ------------------- | ------ | ---- |
| Copa Libertadores         | S. C. Internacional | Brasil | 2006 |
| Medalla de bronce en JJOO | Selección de Brasil | China  | 2008 |
| Copa Libertadores         | S. C. Internacional | Brasil | 2010 |